# Hans Peter Kohns
Hans Peter Kohns (* 29. Mai 1931 in Andernach; † 2. November 2003) war ein deutscher Althistoriker.
Der Sohn eines Armaturenschlossers legte 1952 sein Abitur am Görres-Gymnasium in Koblenz ab. Anschließend begann er ein Theologiestudium an der Universität Trier, wechselte jedoch schon im Jahr 1952 zur Rheinischen-Friedrich-Wilhelms-Universität Bonn. Die endgültige Studienwahl fiel auf die Fächer Geschichte, Klassische Philologie – sowohl Latein als auch Griechisch – und Philosophie. Im Jahr 1958 bestand er das Erste Staatsexamen in den Fächern Geschichte und Latein. Er promovierte 1958 bei Johannes Straub mit dem Thema Versorgungskrisen und Hungersnöte im spätantiken Rom. Danach war er einige Jahre im Schuldienst tätig, bis Straub ihn 1964 in den Hochschuldienst zurückholte. Kohns wurde 1965 Studienrat und 1968 Oberstudienrat. Im Jahr 1971 wurde er zum Studienprofessor befördert. Im Jahr 1971/72 nahm er einen Lehrauftrag an der Heinrich-Heine-Universität Düsseldorf wahr, der einer regulären Professur entsprach. Seine wissenschaftliche Lehr- und Publikationstätigkeit wurden als Äquivalent einer Habilitation anerkannt, dadurch wurde Kohns 1982 zum außerordentlichen Professor der Universität Bonn ernannt. Bis zu seiner Versetzung in den Ruhestand am 31. Juli 1996 verblieb er in dieser Stellung.
Sein Forschungsschwerpunkt war die antike Sozial- und Wirtschaftsgeschichte.

## Schriften (Auswahl)
- Versorgungskrisen und Hungerrevolten im spätantiken Rom (= Antiquitas. Bd. 1, 6). Habelt, Bonn 1961.
- zusammen mit Karl-Heinz Schwarte: Anleitung für Teilnehmer althistorischer Proseminare. Schöningh, Paderborn 1971, ISBN 3-506-74780-0.
- Art. Hungersnot. In: Reallexikon für Antike und Christentum. Bd. 16, 1993, Sp. 828–893.